# Baskouré
Baskouré ist sowohl eine Gemeinde (französisch commune rurale) als auch ein dasselbe Gebiet umfassendes Departement im westafrikanischen Staat Burkina Faso, in der Region Centre-Est und der Provinz Kouritenga. Die Gemeinde hat in 14 Dörfern 11.723 Einwohner.